# Lijst van beschermd erfgoed in Gerpinnes
Onderstaande tabel geeft een overzicht van de beschermde erfgoederen in de gemeente Gerpinnes. Het beschermd erfgoed maakt deel uit van het cultureel erfgoed in België.
| Object | Bouwjaar/architect | Deelgemeente | Adres                          | Coördinaten                   | Nummer?                | Afbeelding |
| --- | ------------------ | ------------ | ------------------------------ | ----------------------------- | ---------------------- | --- |
| Kerk Saints-Michel-et-Rolende                                                                                                   |                    |              |                                | 50° 20' 15" NB, 4° 31' 35" OL | 52025-CLT-0001-01 Info | Kerk Saints-Michel-et-Rolende                                                                                                   |
| Hêtre pourpre |                    |              | rue de la Brasserie, n°8       | 50° 22' 21" NB, 4° 28' 34" OL | 52025-CLT-0002-01 Info | |
| Vallei van het beekje de Haies                                                                                                  |                    |              |                                | 50° 22' 9" NB, 4° 27' 33" OL  | 52025-CLT-0003-01 Info | |
| Bosgebied van Bois de Roumont                                                                                                   |                    |              |                                | 50° 22' 2" NB, 4° 28' 53" OL  | 52025-CLT-0004-01 Info | |
| De toren van de versterkte kerkhof rond de kerk van Saints-Michel-et-Rolende                                                    |                    |              |                                | 50° 20' 15" NB, 4° 31' 37" OL | 52025-CLT-0005-01 Info | |
| Gevels en daken alle gebouwen van kasteelhoeve te Villers-Poterie                                                               |                    |              |                                | 50° 21' 4" NB, 4° 32' 57" OL  | 52025-CLT-0006-01 Info | Gevels en daken alle gebouwen van kasteelhoeve te Villers-Poterie                                                               |
| Kasteelhoeve Villers-Poterie en diens omgeving                                                                                  |                    |              |                                | 50° 21' 1" NB, 4° 32' 54" OL  | 52025-CLT-0007-01 Info | Kasteelhoeve Villers-Poterie en diens omgeving                                                                                  |
| Grafkapel van de familie Pirmez (voorheen koor van kerk Saint-Martin), oude muur en omgeving                                    |                    |              | rue de l'église                | 50° 21' 4" NB, 4° 32' 49" OL  | 52025-CLT-0009-01 Info | |
| Calvariekapel en omgeving |                    |              | rue de Presles, n°1 (en face)  | 50° 21' 1" NB, 4° 32' 54" OL  | 52025-CLT-0010-01 Info | |
| Gemeentehuis: gevels en daken van oude deel en kabinet van burgemeester, twee torens bij het entree, tuinpaviljoen, en omgeving |                    |              |                                | 50° 20' 17" NB, 4° 31' 42" OL | 52025-CLT-0011-01 Info | Gemeentehuis: gevels en daken van oude deel en kabinet van burgemeester, twee torens bij het entree, tuinpaviljoen, en omgeving |
| Romeinse villa en omgeving |                    |              | rue A. Thiebault n°11 (rechts) | 50° 20' 4" NB, 4° 31' 24" OL  | 52025-CLT-0013-01 Info | |
| Bosgebied van Bois du Houdrois                                                                                                  |                    |              |                                | 50° 22' 13" NB, 4° 29' 20" OL | 52025-CLT-0014-01 Info | |
| Bosgebied van Bois de Joncret                                                                                                   |                    |              |                                | 50° 22' 3" NB, 4° 28' 52" OL  | 52025-CLT-0015-01 Info | |
| Bosgebied van Bois de la Bierlîre of van Bertransart                                                                            |                    |              |                                | 50° 21' 43" NB, 4° 28' 31" OL | 52025-CLT-0016-01 Info | |
| Orgels kerk Saint-Martin |                    |              |                                | 50° 21' 18" NB, 4° 31' 52" OL | 52025-CLT-0017-01 Info | |